# Ангара-1.2ПП
Ракета-носитель лёгкого класса «Ангара-1.2ПП» («Ангара-1.2 Первого Пуска», также изделие 14А125-01 № 71601) — модификация ракеты-носителя Ангара-1.2, созданная для первого испытательного пуска и лётной отработки блоков первой ступени УРМ-1 и второй ступени УРМ-2. Её запуск был успешно произведен 9 июля 2014 года.
Полёт Ангара-1.2ПП проходил в соответствии с планом полета. Вторая ступень вышла на суборбитальную траекторию (параметры незамкнутой орбиты: наклонение — 75,2° ± 2’; минимальная высота — 1008,527 ± 5,8 километра; максимальная высота — 188,878 ± 0,3 километра; период обращения — 76,3 минут ± 3,5 секунд), время полёта составило 21,28 мин. Неотделяемый от второй ступени массово-габаритный макет полезной нагрузки достиг полигона Кура на Камчатке на расстоянии около 5700 километров от места старта.

## Предыстория
Ракета-носитель «Ангара» является первой ракетой, построенной в России после распада СССР, из не являющихся доработкой или переработкой существующих ракет-носителей. Создана с целью замены нескольких поколений ракет, включая «Протон-М», «Зенит» и «Рокот». Программа разработки началась в 1995 году.
Ракета «Ангара-1.2ПП» состоит из двух универсальных ракетных модулей: «УРМ-1» первой ступени и «УРМ-2» второй ступени. УРМ-2, использованный в составе носителя «Ангара-1.2ПП» аналогичен блоку УРМ-2 тяжёлого носителя Ангара-А5 и имеет диаметр 3.6 метра. В штатной конфигурации носителя «Ангара-1.2» используется другая вторая ступень, с диаметром 2.9 метра, совпадающим с диаметром первой ступени. Хотя этот полёт стал первым для «Ангары», ранее модули, аналогичные УРМ-1 первой ступени «Ангары-1.2ПП» использовались при разработке и трёх запусках «Наро-1» — совместный проект России и Южной Кореи. «УРМ-2» совершил свой первый полёт, однако его двигатель «РД-0124A» был почти идентичен «РД-0124», использующимся в «Блок-И» на ракете «Союз-2.1в».
Конфигурация, используемая для полёта «1.2ПП», стала уникальной. Для орбитальных запусков модуль «УРМ-2» будет использоваться только на ракетах «Ангара-A3» и «A5», которые имеют два и четыре дополнительных «УРМ-1» соответственно, для обеспечения дополнительной тяги. В штатной конфигурации носителя «Ангара-1.2» используется другая вторая ступень с дополнительным модулем орбитального выведения.

## Испытания
Целями пуска РН «Ангара-1.2ПП», выполненного в 2014 году в рамках лётно-конструкторских испытаний, являлись:
- проверка функционирования составных частей космического ракетного комплекса «Ангара» при подготовке к пуску и при осуществлении пуска ракеты;
- отработка бортовых систем ракета-носителей «Ангара»;
- отработка эксплуатационной документации.

В роли полезной нагрузки в космической головной части выступал неотделяемый от второй ступени массово-габаритный макет.

### События предшествующие успешному запуску
В апреле 2014 была объявлена что 25 июня 2014 года состоится пуск «Ангары», но 19 июня появилось сообщение о том, что решением госкомиссии пуск был перенесен на 15:15 (московского времени) 27 июня, с резервной датой и временем 15:15 28 июня. 26 июня прошёл «сухой прогон» испытательного пуска ракеты. 27 июня пуск был отменен на поздних стадиях обратного отсчета, после того, как проблема с насосом привела к потере давления окислителя. Было объявлено о переносе на 28 июня, но через несколько часов пуск был перенесен и с 28 июня: как уточнили в Центре им. Хруничева, «после устранения замечаний новая дата пуска будет объявлена дополнительно». Ракета была впоследствии увезена со стартовой площадки в ангар для ремонта.

### Запуск в 2014

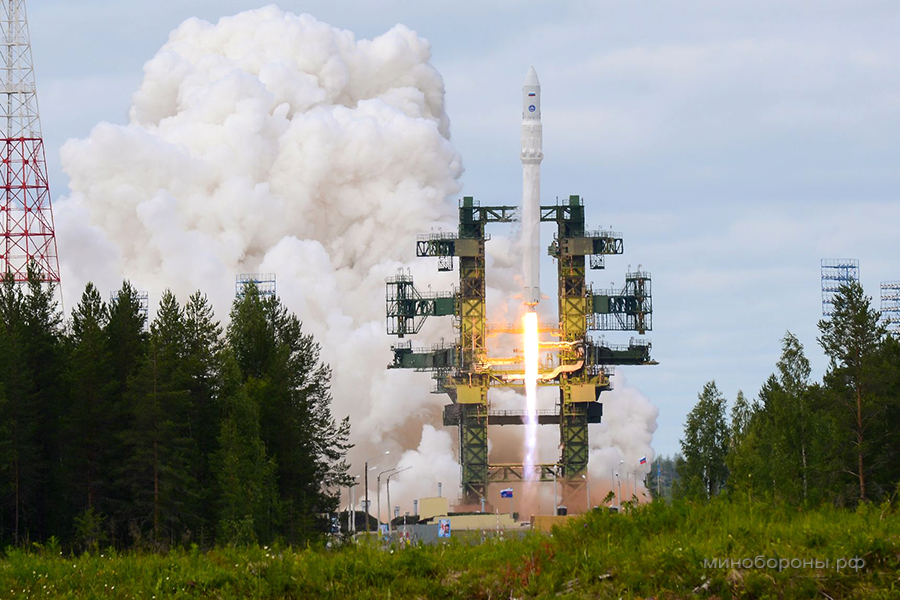
Испытательной пуск ракеты

«Ангара-1.2ПП» была запущена в 16:00 по московскому времени (12:00 UTC) 9 июля 2014 года (указывается также время на 4 минуты позже) с пусковой установки универсального стартового комплекса (УСК 12П211) площадки 35 на космодроме Плесецк (в/ч 13973) по восточной суборбитальной траектории в 5700 километров (3500 миль) над севером России и Баренцевым морем к полигону Кура, где закончила полёт входом в атмосферу. Вскоре военные подтвердили успех запуска. Старт ракеты прошёл в штатном режиме, его производили стартовые расчеты Войск воздушно-космической обороны под руководством командующего Войсками ВКО генерал-лейтенанта Александра Головко при участии специалистов ГКНПЦ имени М. В.Хруничева. Согласно циклограмме полета, время работы первой ступени с двигателем РД-191 производства ОАО «Энергомаш» составило 3 минуты 42 секунды (отработавшая первая ступень упала в акватории Печорского моря). Через две секунды после её отделения произоизошёл запуск второй ступени, в составе которой находится двигатель РД-0124А производства «Конструкторское бюро химавтоматики». Сброс головного обтекателя произошёл через 3 минуты 52 секунды после старта в заданной области Баренцева моря. Через 8 минут 11 секунд после старта произошло выключение двигательной установки второй ступени и на 21-й минуте неотделяемый габаритно-массовый макет полезной нагрузки со второй ступенью ракеты попал в заданный район полигона Кура на Камчатке, на расстоянии 5700 км от места старта.

## Стартовая площадка
Запуск «Ангары-1.2ПП» производился с площадки 35 космодрома Плесецк.